# Палмер, Томас (велогонщик)
Томас Палмер (англ. Thomas Palmer; род. 18 июня 1990 в Уогга-Уогга, Австралия) — бывший австралийский профессиональный шоссейный велогонщик. Выступал за континентальную команду «Drapac–Porsche Development Program».

## Достижения
2009
1-й Этап 1 Тур Окинавы
2010
1-й Этап 1 Тур Окинавы
2011
1-й Этап 1 Тур Окинавы
2012
1-й Тур Окинавы
1-й Этап 3 Классика Новой Зеландии
2013
1-й Этап 4 Классика Новой Зеландии